# Sounds of the Season: The Taylor Swift Holiday Collection
Sounds of the Season: The Taylor Swift Holiday Collection je prvi EP američke kantautorice Taylor Swift objavljen 14. kolovoza 2007. godine u izdanju Big Machine Recordsa. Na albumu se nalaze obrade božićnih pjesama i dvije nove pjesme koje je napisala Swift.
Album je uglavnom dobio pozitivne kritike, ali se očekivalo kako će Swift objaviti cijeli album, a ne EP. Album se plasirao na 20. poziciji ljestvice Billboard 200.

## Promoviranje
Swift je prvi put izvela pjesmu "Silent Night" 28. studenog 2007. na koncertu u New Yorku, koji je bio prenošen na televizijskoj emisiji The Today Show; Swift je nosila dugu crnu haljinu te bijeli zimski kaput dok je svirala na akustičnoj gitari. 29. studenog 2007. izvodila je pjesmu "Christmases When You Were Mine" na koncertu u St. Charles, Missouri.
Sve pjesme s albuma osim "Christmas Must Be Something More" su puštene na nekoliko country radio stanica. Na Billboardu Hot 100, "Last Christmas" se plasirao na 28. mjesto,"Christmases When You Were Mine" na 48. mjesto,  "Santa Baby" na 43. mjesto, "Silent Night" na 54. mjesto, te "White Christmas" na 59. mjesto.

## Uspjeh albuma
8. prosinca 2007. godine album je debitirao na 88. poziciji ljestvice Billboard 200, dok se sljedećeg tjedna popeo na 46. poziciju. Nakon reizdanja 2009. godine album se plasirao na 20. poziciji i tako ostvario najbolju poziciju. Na ljestvici se zadržao 24 tjedana. Do 2011. EP se prodao u 780,000 kopija samo u SAD-u.

## Popis pjesama
| Br. | Skladba                            | Tekstopisac                                 | Trajanje |
| --- | ---------------------------------- | ------------------------------------------- | -------- |
| 1.  | »Last Christmas«                   | George Michael                              | 3:30     |
| 2.  | »Christmas When You Were Mine«     | Taylor Swift, Liz Rose, Nathan Chapman      | 3:06     |
| 3.  | »Santa Baby«                       | Joan Javits, Philip Springer, Tony Springer | 2:41     |
| 4.  | »Silent Night«                     | Josef Mohr, Franz Xaver Gruber              | 3:32     |
| 5.  | »Christmas Must Be Something More« | Swift                                       | 3:52     |
| 6.  | »White Christmas«                  | Irving Berlin                               | 2:34     |

## Ljestvice
| Ljestvica (2007. — 2009.) | Najviša pozicija |
| ------------------------- | ---------------- |
| SAD Billboard 200         | 20               |
| SAD Country Albums        | 14               |
| SAD Holiday Albums        | 14               |